# Say Anything
「Say Anything」（セイ・エニシング）は、X（現・X JAPAN）が1991年12月1日にリリースした8作目のシングル。

## 解説
3作目のアルバム『Jealousy』からのリカットで、X名義時代の最後のシングルにして最大のヒット曲。テレビ朝日系ドラマ『ララバイ刑事'91』のエンディング・テーマとして採用された。
『Jealousy』はYOSHIKIの体調不良などでレコーディングが遅れていた上に、CBS・ソニーの株式上場のために発売日が当初の予定より大幅に早まった。そのため「ART OF LIFE」や「Standing Sex」の収録は見送られたが、YOSHIKIが『Jealousy』のエンディングにと考えていた「Say Anything」は、ロサンゼルスでのレコーディング期限が終了し、日本に帰国した後にもCBSソニー信濃町スタジオで数時間のボーカルレコーディングが続けられ、結果として完全に満足いくものではなかったものの、『Jealousy』のリリースに間に合わせた。そのためYOSHIKIが"打倒「ENDLESS RAIN」を目指して書いた"楽曲であるものの、「失敗作」と振り返る。
YOSHIKIはこの曲を制作途中で一度は没曲にしようとしたが、結局周りに説得された事でなんとか完成まで持ち込んだという。そういった複雑な経緯はあったもののYOSHIKIは後に「結果的に"Say Anything"は世に出して本当に良かったと思う」と述べていた。
この曲はキーも高く後半は高音パートが連続するゆえ、レコーディングは終了時にToshlが吐血したといわれるほど難航した。
ジャケットは裸で水に打たれるYOSHIKI。この撮影で風邪をひいたYOSHIKIが翌日の横浜アリーナ公演で演奏中に倒れ、公演は延期となった。
リカットシングルながら59万枚を売り上げ、X名義のシングルでは最も高いセールスを記録した。
ライブでは、主にS.Eとして使用される事が多く、1995年の東京ドーム公演以来（バンド形式では1992年の東京ドーム3日間連続公演以来）、生で演奏されることは無かったが、2008年のX JAPAN再結成公演『攻撃再開 2008 I.V.〜破滅に向かって〜』では、3月28日のライブ初日にToshl、PATA、HEATHの3人によるアコースティック・バージョンで約13年ぶりに演奏された。SUGIZO加入後の『WORLD TOUR Live in TAIPEI』では彼のバイオリンもフィーチャーされている。
2001年12月1日に出生した敬宮愛子内親王への生誕曲として、YOSHIKIがオーケストラ・バージョンを記念曲として贈った。出生日はシングル発売からちょうど10年後であった。
globeがリミックス・アルバム『global trance 2』でカバーしている。
カップリングの「Silent Jealousy (Live Version)」は1991年の盛岡公演より。

## 収録曲
| 全作詞・作曲: YOSHIKI、全編曲: X。 |                                    |         |            |      |
| #                                  | タイトル                           | 作詞    | 作曲・編曲 | 時間 |
| 1.                                 | 「Say Anything」                   | YOSHIKI | YOSHIKI    | 8:39 |
| 2.                                 | 「Silent Jealousy (Live Version)」 | YOSHIKI | YOSHIKI    | 7:49 |
| 合計時間:                          | 合計時間:                          | 16:28   |            |      |

## パーソネル
- 共同プロデューサー：津田直士
- ミキシング・エンジニア：リッチ・ブリーン

## 収録アルバム
#1
- Jealousy（スタジオアルバム、#10）
- X SINGLES（ベストアルバム、#11）
- B.O.X 〜Best of X〜（ベストアルバム、#10）
- BALLAD COLLECTION（ベストアルバム、#6）
- STAR BOX（ベストアルバム、#12）
- X JAPAN BEST 〜FAN'S SELECTION〜（ベストアルバム、Disc2-#2）

#2
- X SINGLES（ベストアルバム、#12）